# شهرستان فنگچیو
شهرستان فنگچیو (به لاتین: Fengqiu County) یک منطقهٔ مسکونی در چین است که در شینشیانگ واقع شده‌است.